# 오비만

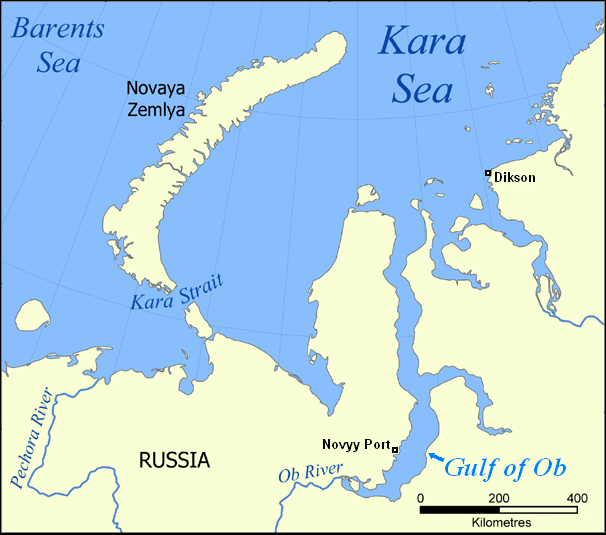
오비만 지도

오비만(러시아어: Обская губа)은 카라해에 접한 만이다. 만의 가장 안쪽에는 오비강하구가 있다.
만의 주위는 러시아의 야말로네네츠 자치구이고, 만의 서쪽은 야말반도, 동쪽은 구이단반도, 타좁스키반도에서 타즈강이 흘러 들어가는 타좁스키만이 있다. 길이는 약 1000km, 폭은 50~80km이다. 오비강의 하구 부근에는 몇 개의 섬이 있지만, 그 이외에는 없다.

## 역사
이 지역에서는 막대한 양의 천연가스와 석유가 매장된 것이 발견된 적이 있다. 유정에서 뽑아낸 석유와 가스는 파이프라인과 철도를 통해 남부로 수송된다. 얌부르크 가스 지대는 세계에서 세번째로 큰 천연가스 지대로, 만 남쪽과 타즈 하구 동쪽 부근에 자리해 있다. 사베타에는 만 서안에 새로운 항구도 건설되고 있는 중이다.

## 같이 보기
- 오비강